# Sarbija
Sarbija (russisch Сарбия) ist ein früheres Dorf auf dem Territorium der heutigen Landgemeinde Wtoroje Itkulowo im Rajon Baimak der Republik Baschkortostan in Russland.
Es lag etwa 12 Kilometer Luftlinie westnordwestlich von Wtoroje Itkulowo und 45 Kilometer nordwestlich des Rajonverwaltungszentrums, der Kleinstadt Baimak, unweit der Grenze zum benachbarten Rajon Silairski. Sarbija lag in der dicht bewaldeten Landschaft des Silairplateaus, das zum südwestlichen Ural gehört, auf einer Höhe von etwa 700 m über dem Meeresspiegel am Oberlauf der Kana, eines linken Nebenflusses der Belaja.
Seit 20. August 1930 gehörte das Dorf zum Rajon Baimak und stand auch Anfang der 1950er-Jahre noch unter Verwaltung des Dorfsowjets Wtoroje Itkulowo (2-e Itkulowo). In den 1980er-Jahren existierte das Dorf nicht mehr.